# زید کریم
زید کریم (عربی: زيد كريم؛ زادهٔ ۱۹ ژوئن ۲۰۰۱) تکواندوکار اهل اردن است.
وی در مسابقات کشوری و بین‌المللی در مجموع برندهٔ ۲ مدال نقره، ۲ مدال برنز شده است.